# Syrrhopodon stenophyllus
Syrrhopodon stenophyllus är en bladmossart som beskrevs av Aloysio Sehnem 1972. Syrrhopodon stenophyllus ingår i släktet Syrrhopodon och familjen Calymperaceae. Inga underarter finns listade i Catalogue of Life.